# Smilean, Smolean
Smilean (în bulgară Смилян) este un sat în comuna Smolean, regiunea Smolean,  Bulgaria. 

## Demografie
Componența etnică a satului Smilean
     Bulgari (51,98%)
     Romi (2,29%)
     Nicio identificare (45,1%)
     Altele (0,89%)
La recensământul din 2011, populația satului Smilean era de 1.789 locuitori. Din punct de vedere etnic, majoritatea locuitorilor (51,98%) erau bulgari, cu o minoritate de romi (2,29%). Pentru 45,1% din locuitori nu este cunoscută apartenența etnică.